# Asociația Federațiilor de Fotbal a Azerbaidjanului
Asociația Federațiilor de Fotbal a Azerbaidjanului (în azeră Azərbaycan Futbol Federasiyaları Assosiasiyası; AFFA) este forul conducător al fotbalului din Azerbaidjan. Organizează Liga Supremă AFFA.